# Aborto en Andalucía
El aborto en Andalucía, también conocido como Interrupción Voluntaria del Embarazo (IVE), está regulado por la legislación española sobre el aborto en España desde su despenalización en 1985,y las sucesivas leyes y reformas posteriores hasta la aprobación de la Ley Orgánica 1/2023, por la que se modifica la ley de 2010.Dentro de este marco jurídico, cada comunidad autónoma tiene competencia para implementar la ley dentro de su propio sistema sanitario y de acuerdo con las normas establecidas por la sanidad pública, existiendo diferencias en la aplicación la ley entre una comunidad y otra.
El aborto, que se remonta a la España visigoda y continua hasta la Dictadura de Franco y la Transición democrática, ha estado en gran medida prohibido en España hasta finales del siglo XX. A pesar de las políticas nacionales, la realidad es que el acceso a los trámites de la IVE varía mucho en España de una comunidad a otra, tanto históricamente como en la actualidad. Durante los años de la dictadura hubo mujeres en las ciudades de Almería y Sevilla que fueron procesadas por abortar. En 1978, el  PSOE llegó al poder en Andalucía, ostentando el poder absoluto y liderando  un gobierno de coalición que duraría desde el 27 de mayo de 1978 al 18 de enero de 2019.Esta mayoría no supuso una liberalización del aborto en la sanidad pública andaluza.Los abortos clandestinos continuaron y tanto el personal sanitario que habían realizado procedimientos de IVE como las mujeres que abortaron continuaron siendo procesadas hasta 1990, y algunas de ellas terminaron en prisión. El recuento insuficiente de abortos desde su  legalización en 1985 hasta, al menos, 1990 se acentuó  y la información de la comunidad andaluza presentó oficialmente algunas de las tasas más bajas en este período dentro del conjunto español.
Desde principios de la década de 2000 hasta 2010, hubo problemas importantes con los objetores de conciencia en Andalucía, tanto con el personal de la sanidad pública como con los farmacéuticos. Estas cuestiones frecuentemente llegaron a los tribunales. En consecuencia, tras la aprobación de la Ley Orgánica 2/2010 de acceso al aborto, Andalucía optó, en gran medida, por proporcionar servicios para abortar a través de clínicas privadas. De esta manera, impidió que los médicos de la sanidad pública se convirtieran en objetores de conciencia, al ofrecer específicamente procedimientos de IVE en la sanidad pública a través de derivaciones a clínicas privadas con las que  había un contrato. Dado el tamaño de la comunidad  andaluza y su amplia población, existen pocas clínicas privadas. Esto obliga a las mujeres a viajar, debido, sobre todo, a que en algunas provincias como Jaén no tienen clínicas y otras como Almería, Córdoba, Granada y Huelva carecen de clínicas que realicen abortos a partir de las diez semanas.Sólo tras los cambios en la Ley Orgánica 4/2022, de 12 de abril,  Andalucía comenzó a rectificar esta situación incrementando el acceso al aborto en la sanidad pública.Sin embargo, esta posición coincidió con la llegada al gobierno autonómico del Partido Popular y el comienzo de la financiación de grupos antiabortistas en los municipios de la región.

## Contexto nacional
Históricamente, el acceso al aborto en España ha estado sujeto a la hegemonía de los hombres sobre las mujeres y sus actividades reproductivas. El aborto se ha utilizado como un medio para afirmar el control no sólo sobre los cuerpos y la sexualidad de las mujeres, sino también para hacer cumplir las normas culturales de género y los ideales patriarcales en la sociedad en general. Si bien el aborto se utilizó como forma de control de la natalidad en España en el pasado, demógrafos y sociólogos españoles coinciden en señalar que ya no se utiliza de ese modo en la España contemporánea.
La legalización del aborto es primordial ya que reduce las muertes entre mujeres por complicaciones del embarazo y también la mortalidad infantil. En España, a mediados de la década de 1970, los abortos ilegales eran una causa importante de muerte entre mujeres entre quince y cuarenta y nueve años. El control de la natalidad tiene una tasa de mortalidad femenina mucho más baja que los abortos, y es menor que la mortalidad femenina en España por abortos ilegales.

### Historia
El Liber Iudiciorum fue una recopilación de leyes visigodas del rey Recesvinto promulgadas en el año 654. En esta recopilación de leyes ya se mencionaba el aborto, el infanticidio y el homicidio (Libro VI), y la pena para quienes provocaban abortos era la muerte. En aquella época, los visigodos controlaban casi todo el territorio de España, Portugal y Ceuta.
En España hubo una modificación de ley el 24 de enero de 1941 para caracterizar el aborto como un crimen contra el Estado. Esta ley señalaba que “La política demográfica es una de las preocupaciones fundamentales de nuestro Estado. No se concibe una política demográfica eficaz sin abordar el problema de los miles y miles de vidas que se frustran antes de nacer, por maniobras criminales. Así lo dice la experiencia y el asesoramiento de los técnicos a través de Entidades científicas competentes. El estrago harto acusado en tiempos anteriores como consecuencia de un sentido materialista de la vida, adquirieron caracteres de escándalo durante el régimen republicano, agudizándose aún más escandalosamente en aquellas zonas sometidas a la dominación del Frente Popular. El Gobierno, consciente de su responsabilidad, decide combatir el crimen social que el aborto provocado representa y que impide que nazcan muchos miles de españoles anualmente.”
El control de la natalidad fue ilegal durante el período franquista. En 1975, la tasa de mortalidad femenina durante el embarazo en España  era de 23 por 100.000 mujeres, una tasa similar a la de otros países occidentales industrializados donde el aborto estaba prohibido. El aborto fue despenalizado por primera vez en el Código Penal español en 1985 en tres supuestos: 1) por motivos terapéuticos, 2) por motivos eugenésicos y en caso de violación, previa denuncia policial. El aborto sólo era legal en estos casos antes de la semana 22, semana 22 y semana 12 respectivamente. La ley de 1985 exigía que cada vez que un centro de salud realizara un aborto  informara al Ministerio de Sanidad. Los datos que se debían reportar incluían la provincia donde se había realizado el aborto y los de la localidad en que residía la mujer que había abortado. Si bien el aborto se despenalizó en 1985, no se convirtió en una prestación de la sanidad pública hasta la nueva ley de 2010. Como consecuencia durante el período comprendido entre 1985 y 2010, casi todos loss fueron realizaron en clínicas privadas; el coste por una interrupción voluntadel embarazo ronda las 30.000 pesetas.
La Ley de Salud Sexual y Reproductiva y de Interrupción Voluntaria del Embarazo fue reformada en mayo de 2022, y estableció nuevas medidas. Se abordó específicamente la falta de centros, especialmente públicos, que prestaran servicios para la interrupción voluntaria del embarazo en provincias donde no contaban con ellos y exigían que las mujeres de esas provincias que decidieran interrumpir su embarazo   pudieran desplazarse a los centros públicos hospitalario más cercanos a su domicilio. También se quiso proteger a las mujeres que acudían a centros de salud para someterse a procedimientos de IVE del acoso de activistas antiabortistas.
En febrero de 2023, el Tribunal Constitucional refrendó la ley de 2010 que permitía a las mujeres abortar mediante petición gratuita durante las primeras catorce semanas de su embarazo. El caso fue llevado originalmente a los tribunales por el Partido Popular en 2010, después de que el PSOE aclarara y liberalizara las leyes sobre el aborto.

### Situación jurídica
Desde la modificación de la ley de 2010 las mujeres pueden abortar libremente hasta la decimocuarta semana de embarazo sin justificación; desde la semana catorce a la veintiuna, sólo se podrá practicar un aborto si existe una razón médica para ello, como por ejemplo que la madre esté en riesgo. A partir de la semana veintidós, sólo se podrán realizar abortos si se detectan anomalías fetales que sean incompatibles con la vida fuera del útero.Según lo confirmó el Tribunal Constitucional en febrero de 2023.
En España se reivindica que los servicios de interrupción voluntaria del embarazo en la sanidad pública sean gratuitos. Esto incluye los servicios prestados en clínicas privadas tras derivaciones de médicos de la sanidad pública, debido  a que estos costes los cubre la comunidad autónoma bajo la dirección del Sistema Nacional de Salud de España. Sin embargo, la implementación de las leyes sobre el aborto se deja en gran medida en manos de las autonomías y sus organismos públicos de salud.

## Evolución en Andalucía

### España franquista (1939-1975)
En Andalucía, las mujeres podían ir a prisión, y de hecho fueron, por abortar durante la dictadura franquista. Durante la década de 1940 en Almería, el 9% de las mujeres encarceladas fueron condenadas por haber abortado, haber cometido infanticidio o haber abandonado a sus hijos; un 20,45% estaba en prisión por delitos sexuales que incluían principalmente la prostitución, y el 4,9% por delitos contra la autoridad. El resto de las presas cumplían penas por otros delitos, como coacción, delitos contra la religión, posesión de armas o falsa identidad. En 1974, Sevilla fue la segunda provincia con más diligencias previas incoadas por el delito de aborto, con nueve casos, mientras que Málaga fue la cuarta, con seis. En 1975, la provincia de Sevilla igualaba en el quinto puesto, con tres casos, a las provincias de Valencia y Barcelona en cuanto a urgencias ordinarias y demás sumarios del Título IV de la Ley de Enjuiciamiento Criminal por el delito de aborto.

#### Estadísticas
En 1970, las regiones costeras del sur de Andalucía y Murcia tenían la segunda tasa de natalidad más alta de España.

### Transición democrática (1975-1982)
Tras la muerte de Franco y las primeras elecciones en 1977, el PSOE llegó al poder en Andalucía, ostentando el poder absoluto o como líder de un gobierno de coalición del 27 de mayo de 1978 al 18 de enero de 2019.
La abogada feminista Cristina Alberdi, afiliada a la provincia de Málaga y la Comunidad de Madrid, criticó el borrador de la constitución española de 1977. En un artículo publicado en El País el 7 de enero de 1978 señalaba que el proyecto constitucional no tenía en cuenta las demandas de las feministas, incluido el fin de los tipos de discriminación explícita e implícita. Entre ellas, la exclusión en la constitución de la "derecho al control de la natalidad previa o posteriormente a la concepción".
En noviembre de 1979 el Centro de Estudios Constitucionales llevó a cabo una encuesta de opinión pública, con un seguimiento en diciembre de 1979. En ella se preguntaba: ¿Crees que debería permitirse el aborto en España? De los 191 encuestados en Andalucía, el 25% respondió que no, el 35% dijo que sí, en el caso de hubiera peligro para la vida de la madre, el 19% dijo que si había alguna anomalía fetal, el 13% respondió que sí por libre decisión y el 8%  de los casos no hubo respuesta.En la encuesta también se preguntaba: ¿Está usted a favor o en contra de que se legalice el aborto en España? Del total de los 191 encuestados andaluces, el 23%  estaba a favor, el 69% estaba en contra, el 5% no sabía y el 3% se negó a responder. Cifras que se pueden comparar con el resultado de los totales nacionales donde el 27% dijo estar a favor, el 60% en contra, el 8% no sabía y el 5% no respondió.
A principios de la década de 1980, algunos ginecólogos de la comunidad autónoma realizaban abortos ilegales, ofreciendo precios asequibles y otras veces brindando servicios de IVE de forma gratuita a mujeres pobres. En algunos casos, estos ginecólogos individuales fueron arrestados. Aunque como resultado de la presión social de las feministas y otros grupos que apoyaban la legalización del aborto, la mayoría fueron liberados rápidamente.

#### Activismo feminista y planificación familiar
El ginecólogo Germán Sáenz de Santamaría comenzó a realizar abortos en 1975, unos 12.000 en España, principalmente en Andalucía, antes de que se despenalizara el aborto en 1985, y unos 3.000, entre 1975 y 1981. Además, había realizado otros 25.000 abortos en Alemania.
La Comuna era un grupo ideológico mixto alineado con el movimiento anarquista fundado en Sevilla en 1978. Sus componentes inspirados en el libro de Leonor Taboada promovieron el uso de métodos anticonceptivos naturales y el uso del espéculo durante el parto.
En 1978 se fundó una clínica clandestina de planificación familiar como unidad de cirugía ambulatoria en Sevilla, financiada por uno de los hospitales universitarios de la ciudad. A pesar de su revolucionario trabajo en planificación familiar para la época, no estaban interesados en el aborto ni en el derecho al aborto, y los médicos adscritos a la clínica no querían realizar estos procedimientos.
El Centro de Planificación Familiar Los Naranjos de Sevilla desempeñó un papel clave en Andalucía en la difusión de información sobre la salud reproductiva de las mujeres, la anticoncepción y el aborto. Hubo un grupo llamado "El Grupo de Valencia" que se había trasladado a Sevilla en 1979. Estaba formado por dos mujeres y dos hombres que se instalaron en la ciudad ese mismo año con el propósito de realizar procedimientos para abortar que habían aprendido en Valencia de grupos feministas y del ginecólogo Pere Enquix. Así, el primer día de enero de 1980 quedó inaugurado el Centro de Planificación Familiar "Los Naranjos". Revolucionario para su época, intentaron personalizar los trámites de la IVE, informar a las mujeres sobre la situación jurídica durante el proceso y, en general, concienciar sobre la necesidad de legalizar el aborto. Cuando había mujeres que necesitaban abortar, el grupo se reunía primero con las mujeres en el "Patio de los Naranjos" y antes de realizar el procedimiento de IVE en su casa. En algunos casos, los abortos se realizaron en el centro. El 21 de octubre de 1980, el personal de Los Naranjos fue arrestado y el centro fue cerrado por orden judicial porque supuestamente habían practicado abortos a 432 mujeres.
En diciembre de 1981, el Centro de Planificación Familiar "Los Naranjos" organizó en Sevilla una  "Jornada por el derecho al aborto". Los oradores consideraron el impacto de la legalización del aborto en España y lo que eso significaría para los derechos de las mujeres, especialmente en lo referido a la maternidad. También debatieron sobre cómo en el aborto no debería haber restricciones sobre cuándo se puede realizar un procedimiento de IVE durante el embarazo. Hablaron sobre los objetores de conciencia, cómo los médicos deberían tener derecho a ser objetores de conciencia pero, al mismo tiempo, cómo el Estado tenía la obligación de proporcionar procedimientos de IVE en centros de salud públicos atendidos por personal médico que estuviera dispuesto a realizar estos procedimientos.
La clínica fue registrada por la policía en 1981 después de que un juez emitiera una orden de registro. A pesar de no proporcionar servicios para abortar y de derivar únicamente a mujeres que querían información a clínicas que practicaban abortos en el extranjero, muchos miembros del personal fueron arrestados. Su caso fue el primer juicio contra una clínica de planificación familiar en España durante el período de la Transición democrática. Jamie Carvallo fue detenido en 1981. Estaba vinculado al Centro de Planificación Familiar "Los Naranjos" de Sevilla y tenía en ese momento dos clínicas de planificación familiar en Valencia y Dénia. En 1976 hubo una campaña similar de apoyo a las mujeres detenidas y juzgadas en Bilbao. El juicio de Los Naranjos fue noticia a escala regional y nacional y ayudó a que el aborto fuera una cuestión importante a tener en cuenta tanto en las elecciones regionales andaluzas de mayo de 1982 como en las generales de 1982.

##### Las 11 de Basauri
La sentencia judicial de las 11 de Basauri movilizó a las feministas de toda España. Esto llevaría a que las mujeres de la región intentaran cambiar la ley y abrir un debate en la sociedad española sobre si, legalmente, los embriones deberían tener los mismos derechos que las mujeres, que cuentan con derechos reconocidos constitucionalmente. Numerosos grupos feministas de toda España apoyaron a las mujeres procesadas en el juicio conocido como las 11 de Basauri, entre ellas, las mujeres de Sevilla que también realizaron manifestaciones de apoyo a las acusadas.

#### Estadísticas
A finales de la década de 1970, las tasas de natalidad en Andalucía y las Islas Canarias eran las más altas de España y de Europa. En 1978, entre las mujeres casadas de Andalucía y Canarias, el 31% nunca había utilizado métodos anticonceptivos y el 88% no tenía hijos. Además, en Andalucía y las Islas Canarias, poco menos del cuatro por ciento de las mujeres casadas utilizaban métodos anticonceptivos antes del nacimiento de su primer hijo. En 1978, Cataluña era la región con mayor porcentaje de mujeres trabajando fuera del hogar, un 35%. Por el contrario, Andalucía tenía el porcentaje más bajo, con sólo un 20% de mujeres  que trabajaran fuera.En 1979, la tasa de natalidad era del 1,9% mientras que la tasa de mortalidad era del 0,8%. Andalucía y las Islas Canarias tenían tasas de natalidad considerablemente superiores a la media nacional.

### Felipe González (1982-1996)
El control local de los servicios del Sistema Nacional de Salud fue asumido por el gobierno regional de Andalucía en 1984. En muchas partes de Andalucía antes de 1985, las mujeres que querían abortar tenían que hacerlo clandestinamente o, si tenían dinero, viajar al extranjero.
Entre 1985 y 2010 los abortos rara vez se realizaron en el ámbito de la sanidad pública  porque los médicos que estaban dispuestos a llevarlos a cabo temían que  si se sabía que se estaban realizando en centros públicos, podría crearse un debate sobre el aborto  que ellos trataban de evitar, ya que el resultado habría sido una reducción del derecho al aborto en la comunidad. La Orden Ministerial de 16 de junio de 1986 creó el Registro de Andalucía para la interrupción voluntaria del embarazo. El registro entró en vigor en la Consejería de Salud al año siguiente coordinado con el Ministerio de Sanidad y Consumo de España. En 1996 se realizaron veinticinco abortos en hospitales públicos de Andalucía, lo que representa el 0,35% del total, mientras que el 7,19 tuvo lugar en hospitales y clínicas privadas.
La Federación de Mujeres Flora Tristán, con sede en Madrid, llevó a cabo una campaña en apoyo del derecho al aborto de 1987 a 1988. Parte de esta campaña incluía la recogida de firmas para presentarlas ante el Congreso de los Diputados que  la organización les entregó  el 16 de julio de 1987. Contenía más de 3.000 firmas. Una segunda carta fue entregada a la Dirección Provincial de Información Juvenil de Cádiz el 30 de junio de 1988, en esta ocasión firmada por 1.680 mujeres.

#### Enjuiciamiento por aborto
Entre 1981 y 1990, fueron detenidas, juzgadas y condenadas mujeres y personas que practicaban abortos en Barcelona, Asturias, Cantabria, Ourense, Canarias, Valladolid, Salamanca, Madrid, Valencia, Alicante, Elche, Albacete, Málaga, Granada, Sevilla, Murcia, Cáceres y Zaragoza.En Valencia, Málaga y Madrid, algunas de  ellas fueron enviadas a prisión.
Entre febrero y mayo de 1991 hubo un juicio en Málaga relacionado con el aborto. Se trataba del ginecólogo Germán Sáenz de Santamaría, quien posteriormente fue indultado por el gobierno "por razones de equidad y utilidad pública". El indulto evitó que tuviera que cumplir la sentencia impuesta por los tribunales. El gobierno buscó una razón para indultar a Germán Sáenz de Santamaría para que el ginecólogo no tuviera que cumplir la condena completa. El Tribunal Superior de Justicia de Andalucía y la Audiencia Provincial de Málaga se opusieron al indulto del ginecólogo.

#### Estadísticas
Los investigadores y el gobierno sabían que había un subregistro del número de abortos practicados en España durante 1990. Navarra y Andalucía fueron las comunidades  donde los casos registrados estaban muy por debajo de los ocurridos, con estadísticas oficiales que dejaban de reportar siete de cada diez abortos que tuvieron lugar en esas autonomías durante ese año.
La tasa de abortos y embarazos de mujeres entre 25 y 29 años en España fue del dos por ciento en 1987, el cinco por ciento en 1990 y el ocho por ciento en 1995. Andalucía tuvo la tasa más baja a nivel nacional en 1987 y 1990. En 1989 se registraron en Andalucía 2.693 abortos. En 1990, el 2% de los embarazos de mujeres de 20 a 24 años terminaron en abortos, la tasa más baja del país.
De 1990 a 1995, el incremento de la tasa de abortos entre mujeres de  treinta y cinco a treinta y nueve años en Andalucía fue el mayor de España.  Andalucía fue la comunidad con mayor porcentaje de abortos en este grupo de edad, en proporción a todos los embarazos habidos entre 1990 y 1995. En toda España, en el período comprendido entre 1987 y 1995, las comunidades donde el embarazo tenía menos probabilidades de acabar en aborto fueron Andalucía, Murcia, Castilla-La Mancha, Extremadura y Navarra.
En 1996 se realizaron 7.217 abortos en Andalucía. De estos, 7.032 correspondieron a residentes en la comunidad.
| Región               | 1987 | 1988  | 1989  | 1990 | Ref    |
| -------------------- | ---- | ----- | ----- | ---- | ------ |
| España               | 1.99 | 3.07  | 3.56  | 4.29 | [ 82 ] |
| Andalucía            | 0.31 | 1.80  | 1.75  | 1.21 | [ 82 ] |
| Aragón               | 0.89 | 1.88  | 2.52  | 4.12 | [ 82 ] |
| Asturias             | 6.81 | 10.40 | 10.54 | 9.89 | [ 82 ] |
| Islas Baleares       | 1.16 | 2.88  | 3.67  | 6.56 | [ 82 ] |
| Islas Canarias       | 1.39 | 0.77  | 1.47  | 3.76 | [ 82 ] |
| Cantabria            | 3.12 | 6.46  | 6.57  | 6.13 | [ 82 ] |
| Castilla-La Mancha   | 1.63 | 2.19  | 2.68  | 2.87 | [ 82 ] |
| Castilla y León      | 2.85 | 5.52  | 5.90  | 5.88 | [ 82 ] |
| Cataluña             | 0.31 | 0.34  | 0.33  | 5.21 | [ 82 ] |
| Comunidad Valenciana | 4.14 | 4.53  | 6.51  | 6.63 | [ 82 ] |
| Extremadura          | 1.10 | 1.59  | 2.04  | 1.66 | [ 82 ] |
| Galicia              | 0.77 | 1.39  | 1.75  | 2.33 | [ 82 ] |
| Madrid               | 4.91 | 6.33  | 7.3   | 6.65 | [ 82 ] |
| Murcia               | 1.29 | 2.15  | 2.65  | 2.76 | [ 82 ] |
| Navarra              | 2.41 | 2.72  | 2.54  | 1.80 | [ 82 ] |
| País Vasco           | 1.25 | 2.81  | 3.34  | 2.99 | [ 82 ] |
| La Rioja             | 1.80 | 2.44  | 3.46  | 3.87 | [ 82 ] |
| Ceuta y Melilla      | 0.22 | 1.44  | 1.17  | 0.74 | [ 82 ] |

| Provincia/Región | Total | Menos de 15 años | 15 a 19 años | 20 a 24 años | 25 a 29 años | 30 a 34 años | 35 a 39 años | 40 a 44 años | Más de 44 años | Ref    |
| ---------------- | ----- | ---------------- | ------------ | ------------ | ------------ | ------------ | ------------ | ------------ | -------------- | ------ |
| España           | 37231 | 59               | 4920         | 100009       | 8063         | 6668         | 4982         | 2293         | 237            | [ 83 ] |
| Andalucía        | 1879  | 10               | 297          | 496          | 399          | 345          | 200          | 123          | 9              | [ 83 ] |
| Almería          | 193   | 3                | 25           | 50           | 43           | 39           | 25           | 8            | 0              | [ 83 ] |
| Cadíz            | 290   | 1                | 47           | 77           | 52           | 58           | 36           | 17           | 2              | [ 83 ] |
| Córdoba          | 124   | 1                | 15           | 34           | 25           | 19           | 16           | 15           | 0              | [ 83 ] |
| Granada          | 256   | 1                | 42           | 81           | 54           | 46           | 22           | 9            | 1              | [ 83 ] |
| Huleva           | 215   | 0                | 37           | 50           | 46           | 39           | 15           | 27           | 1              | [ 83 ] |
| Jaén             | 94    | 0                | 11           | 25           | 19           | 21           | 8            | 9            | 1              | [ 83 ] |
| Málaga           | 489   | 4                | 83           | 119          | 105          | 94           | 56           | 25           | 3              | [ 83 ] |
| Sevilla          | 218   | 0                | 37           | 60           | 55           | 30           | 22           | 13           | 1              | [ 83 ] |
| Ceuta            | 8     | 0                | 2            | 2            | 2            | 1            | 0            | 1            | 0              | [ 83 ] |
| Melilla          | 13    | 0                | 4            | 3            | 2            | 3            | 1            | 0            | 0              | [ 83 ] |

| Rango de edades | Región    | 1991 | 1992 | 1993 | 1994 | 1995 | 1996 | 1997 | Ref    |
| --------------- | --------- | ---- | ---- | ---- | ---- | ---- | ---- | ---- | ------ |
| 15-19           | Andalucía | 1.94 | 2.25 | 2.80 | 3.84 | 3.91 | 4.03 | 4.09 | [ 19 ] |
| 20-24           | Andalucía | 4.08 | 4.59 | 6.12 | 7.44 | 6.97 | 6.63 | 6.71 | [ 19 ] |
| 25-29           | Andalucía | 3.50 | 3.65 | 4.91 | 5.84 | 5.60 | 5.51 | 5.34 | [ 19 ] |
| 30-34           | Andalucía | 2.51 | 2.98 | 3.57 | 4.77 | 4.51 | 4.20 | 4.45 | [ 19 ] |
| 35-39           | Andalucía | 2.13 | 2.36 | 3.16 | 3.62 | 3.36 | 3.54 | 3.39 | [ 19 ] |
| 40-44           | Andalucía | 1.03 | 1.22 | 1.45 | 1.91 | 1.88 | 1.60 | 1.58 | [ 19 ] |

| Año                  | 1987               | 1987             | 1987                   | 1990               | 1990             | 1990                   | 1995               | 1995             | 1995                   |        |
| Región               | Tasa de fertilidad | Tasa de embarazo | % abortos por embarazo | Tasa de fertilidad | Tasa de embarazo | % abortos por embarazo | Tasa de fertilidad | Tasa de embarazo | % abortos por embarazo | ref    |
| -------------------- | ------------------ | ---------------- | ---------------------- | ------------------ | ---------------- | ---------------------- | ------------------ | ---------------- | ---------------------- | ------ |
| Andalucía            | 23.99              | 24.34            | 0.77                   | 180.03             | 19.16            | 5.26                   | 12.48              | 16.50            | 24.00                  | [ 25 ] |
| Aragón               | 9.54               | 10.09            | 4.99                   | 7.47               | 10.24            | 26.85                  | 3.94               | 8.70             | 54.40                  | [ 25 ] |
| Asturias             | 16.73              | 21.11            | 20.63                  | 11.86              | 19.83            | 40.07                  | 6.86               | 13.40            | 48.47                  | [ 25 ] |
| Islas Baleares       | 18.32              | 19.07            | 3.70                   | 15.13              | 19.03            | 20.33                  | 9.26               | 14.32            | 35.37                  | [ 25 ] |
| Cantabria            | 12.13              | 13.88            | 12.27                  | 10.17              | 14.19            | 28.32                  | 4.80               | 7.95             | 39.02                  | [ 25 ] |
| Castilla-La Mancha   | 12.49              | 13.60            | 7.70                   | 11.29              | 13.78            | 17.71                  | 7.65               | 10.48            | 26.50                  | [ 25 ] |
| Castilla y León      | 13.34              | 15.38            | 12.88                  | 9.85               | 15.33            | 35.30                  | 5.63               | 9.73             | 41.97                  | [ 25 ] |
| Cataluña             | 10.61              | 10.87            | 1.91                   | 7.56               | 11.50            | 339.91                 | 4.83               | 11.22            | 56.83                  | [ 25 ] |
| Comunidad Valenciana | 12.24              | 14.74            | 16.85                  | 9.63               | 14.17            | 31.65                  | 6.25               | 10.78            | 41.86                  | [ 25 ] |
| Extremadura          | 24.22              | 25.01            | 2.94                   | 18.06              | 19.41            | 6.75                   | 11.63              | 15.00            | 22.15                  | [ 25 ] |
| Galicia              | 23.14              | 23.83            | 2.47                   | 15.71              | 17.06            | 7.48                   | 8.04               | 11.04            | 26.74                  | [ 25 ] |
| Madrid               | 10.68              | 14.10            | 23.88                  | 7.35               | 11.65            | 36.71                  | 4.42               | 9.01             | 50.85                  | [ 25 ] |
| Murcia               | 23.42              | 24.19            | 2.73                   | 18.90              | 20.48            | 7.20                   | 12.77              | 15.85            | 19.13                  | [ 25 ] |
| Navarra              | 7.48               | 9.63             | 22.39                  | 6.19               | 8.15             | 24.10                  | 3.29               | 4.46             | 25.00                  | [ 25 ] |
| País Vasco           | 6.86               | 8.02             | 13.92                  | 4.60               | 7.10             | 34.97                  | 2.66               | 4.75             | 43.72                  | [ 25 ] |
| La Rioja             | 11.28              | 12.77            | 10.83                  | 7.68               | 9.99             | 22.11                  | 3.75               | 6.89             | 45.59                  | [ 25 ] |

| Rango de edades | Año       | 1987               | 1987             | 1987                   | 1990               | 1990             | 1990                   | 1995               | 1995             | 1995                   | Referencia |
| Rango de edades | Región    | Tasa de fertilidad | Tasa de embarazo | % abortos por embarazo | Tasa de fertilidad | Tasa de embarazo | % abortos por embarazo | Tasa de fertilidad | Tasa de embarazo | % abortos por embarazo | Referencia |
| --------------- | --------- | ------------------ | ---------------- | ---------------------- | ------------------ | ---------------- | ---------------------- | ------------------ | ---------------- | ---------------------- | ---------- |
| 15 - 19         | Andalucía | 23.99              | 24.34            | 0.77                   | 180.03             | 19.16            | 5.26                   | 12.48              | 16.50            | 24.00                  | [ 25 ]     |
| 15 - 19         | España    | 15.97              | 17.36            | 7.57                   | 11.93              | 15.07            | 20.44                  | 7.64               | 12.10            | 36.64                  | [ 25 ]     |
| 20 - 24         | Andalucía | 82.94              | 83.88            | 0.58                   | 68.80              | 70.77            | 2.35                   | 39.97              | 47.14            | 14.90                  | [ 25 ]     |
| 20 - 24         | España    | 61.42              | 67.16            | 4.63                   | 50.48              | 75.01            | 11.10                  | 28.23              | 36.52            | 22.42                  | [ 25 ]     |
| 25-29           | Andalucía | 125.64             | 126.84           | 0.37                   | 119.26             | 121.22           | 1.17                   | 96.65              | 102.59           | 5.45                   | [ 25 ]     |
| 25-29           | España    | 111.16             | 114.30           | 2.31                   | 102.38             | 108.07           | 4.94                   | 80.43              | 87.55            | 7.87                   | [ 25 ]     |
| 30-34           | Andalucía | 86.25              | 87.08            | 0.35                   | 84.79              | 86.70            | 1.63                   | 88.70              | 93.62            | 4.86                   | [ 25 ]     |
| 30-34           | España    | 73.70              | 76.41            | 3.08                   | 76.35              | 81.47            | 5.92                   | 84.18              | 90.25            | 6.43                   | [ 25 ]     |
| 35-39           | Andalucía | 40.17              | 49.82            | 0.67                   | 35.69              | 36.91            | 2.70                   | 34.23              | 37.83            | 9.06                   | [ 25 ]     |
| 35-39           | España    | 30.26              | 32.27            | 5.52                   | 28.00              | 32.20            | 12.61                  | 31.42              | 36.16            | 12.73                  | [ 25 ]     |
| 40-44           | Andalucía | 11.80              | 12.16            | 0.55                   | 8.41               | 9.23             | 6.84                   | 6.94               | 8.96             | 21.44                  | [ 25 ]     |
| 40-44           | España    | 7.90               | 8.81             | 9.03                   | 5.80               | 7.75             | 24.22                  | 5.15               | 7.43             | 29.99                  | [ 25 ]     |

### José María Aznar (1996-2004)
Los derechos legales de las menores para tomar decisiones médicas se mencionaban a veces en la legislación regional. La Ley 5/2003, de 9 de octubre, de Andalucía, de declaración de voluntad vital anticipada en el artículo 4.1 concedía a las menores emancipadas la posibilidad de emitir directivas médicas.

#### Los farmacéuticos y el derecho a la objeción de conciencia
El Real Decreto 104/2001 de 30 de abril, emitido por la Consejería de Salud de la Junta de Andalucía el 1 de junio de 2001, decretaba que los farmacéuticos tenían que disponer de Mifepristona en su inventario. Después de que se emitió la orden, quedó sujeta inmediatamente a un litigio por parte de un farmacéutico que afirmó ser objetor de conciencia. Inicialmente, la orden fue suspendida por el Tribunal Superior de Justicia de Andalucía, pero el caso fue desestimado el 30 de julio de 2002 después de que el tribunal determinara que el recurrente carecía de legitimación activa. El recurso exitoso del caso en Sevilla el 23 de abril de 2005 ante el Tribunal Supremo significó que a nivel nacional los farmacéuticos pudieran ser objetores a la hora de dispensar medicamentos amparados por el "Código de Ética y Deontología Farmacéutica" que se había publicado en 2001. La capacidad de ser objetor ya no se aplicaba únicamente a los profesionales médicos como enfermeras y parteras.

#### Estadísticas
El tamaño medio de las familias en Andalucía en 2001 era de 3,27 personas. En 2003 se realizaron en Andalucía 14.280 abortos.

### José Luis Rodríguez Zapatero (2004-2011)
En 2005 no hubo ningún hospital público que realizara abortos en Andalucía. En 2005 había veintiún centros de cribado neonatal en España. Cuatro estaban ubicados en Andalucía y uno en Sevilla. Sólo había dos centros acreditados que realizaban procedimientos IVE en 2005 después de las 12 semanas. Ambos estaban ubicados en Sevilla. A mediados de la década de 2000, Andalucía no contaba con un protocolo relacionado con el aborto para el personal médico de los centros de salud públicos. En 2009, la región contaba con un centro de salud público que realizaba IVE y dieciocho centros privados. La mayoría de los abortos antes de 2010 en la región se realizaban en clínicas privadas acreditadas. Esto se hizo en parte porque la salud pública regional quería evitar que los profesionales médicos de la salud pública se involucraran accidentalmente en procedimientos legales debido a las ambigüedades en las leyes nacionales.
En 2009, Andalucía fue la región donde las mujeres tenían más probabilidades de conocer sus opciones para abortar en centros públicos. En segundo lugar se encontraba Navarra, y el País Vasco en el tercero. El 72% de las mujeres de la comunidad obtuvieron esta información en un centro de salud público. El promedio nacional  entonces era del 43%. En 2010, Asturias y Andalucía tenían un proceso relativamente sencillo para solicitar un aborto a través de la sanidad pública que permitía a las mujeres acceder en general a servicios para abortar de manera fácil y segura, sin costo alguno y al mismo tiempo permitiéndoles mantener su privacidad. El sobre con la información legalmente requerida que se entregaba a las mujeres que pretendían abortar en Andalucía en 2010 contenía sólo dos páginas. Nada comparable con las más de cuarenta páginas de información que ofrecían Madrid y Cataluña.
El Tribunal Superior de Justicia de Andalucía dictó una sentencia el 30 de septiembre de 2009 en la que se analizaba el derecho a negarse a realizar una prueba de diagnóstico prenatal por alegaciones de objeción de conciencia, ya que la prueba podía utilizarse para justificar la realización de un procedimiento de IVE. El tribunal dio la razón al médico y se negó a realizar la prueba, invocando el derecho de oposición basado en el artículo 16.1 de la Constitución española. El único momento en el que no sería procedente realizar un diagnóstico prenatal obligatorio es cuando se cumplieran los criterios establecidos en Ley 29/1998, de 13 de julio.
En septiembre de 2013, la Sala Primera del Tribunal Superior de Justicia de Andalucía admitió a trámite un recurso de protección para un farmacéutico de Sevilla. El farmacéutico había sido sancionado por negarse a dispensar la pastilla del día después en 2008 y se le había obligado a pagar una multa de 3.300 euros. La sanción fue confirmada por la Consejería de Salud de la Junta de Andalucía el 2 de noviembre de 2011. La objeción de conciencia fue incorporada en la Constitución española como un derecho fundamental en lo que se refiere al reconocimiento de la libertad ideológica y religiosa en el artículo 16.1 CE. La despenalización del aborto con la STC 53/1985 no abordó explícitamente la cuestión de la objeción de conciencia. Cuando un farmacéutico de Sevilla acudió a los tribunales por la cuestión de que le pidieran que dispensara la pastilla del día después, se constató que el demandante estaba registrado como objetor de conciencia por el Colegio Oficial de Farmacéuticos de Sevilla. Uno de los factores que complicaron el caso fue que el farmacéutico tampoco tenía preservativos en inventario, a pesar de que estos deben ser dispensados en las farmacias. La mayoría de la Sala se mostró sorprendida por la "reticencia de los demandantes a disponer de profilácticos en su farmacia al no estar acogidos a las dimensiones constitucionales de la objeción de conciencia que derivan de la reconocida libertad de creencias recogida en el artículo 16.1 CE. En este caso puede producirse un conflicto de conciencia con la relevancia constitucional."

#### Reforma de la ley nacional del aborto de 2010 e impacto en Andalucía
El Colegio de Médicos de Andalucía declaró en 2009 que cualquier profesional de la medicina tenía derecho a ejercer la objeción de conciencia en materia de aborto. Llegaron incluso a incluir esta declaración en el artículo 52.3 de su Código de Ética, que establecía que: "El médico, que legítimamente opte por la objeción de conciencia, a la que tiene derecho, no queda eximido de informar a la mujer sobre los derechos que el Estado le otorga en esta materia ni de resolver, por sí mismo o mediante la ayuda de otro médico, los problemas médicos que el aborto o sus consecuencias pudiesen plantear." 
Andalucía optó en gran medida por prestar servicios para abortar a través de clínicas privadas tras la legalización del aborto, y continuó con esta política tras el cambio de ley en 2010. De esta manera, evitó que los médicos de la sanidad pública se convirtieran en objetores de conciencia, ya que ofrecen específicamente procedimientos de IVE a través de derivaciones a clínicas privadas con las que tienen contrato. Esta era una manera de eludir el artículo 19.2 de la Ley Orgánica 2/2010.
Un aspecto de la Ley Orgánica 2/2010, que liberalizó la anterior ley de aborto de 1985, fue que permitía que se enseñara salud sexual y reproductiva en las escuelas, y que dicha educación pudiera mencionar el aborto. Sin embargo, su implementación real se dejó en manos de los sistemas educativos administrados regionalmente. En Andalucía no existía un programa regional de salud sexual y reproductiva. En cambio, diferentes instituciones ofrecieron programas de educación sexual de forma voluntaria en las escuelas. Los planes de estudio impartidos por estas organizaciones no estaban regulados por la región, y no era obligatorio mencionar el aborto.
La Junta de Andalucía estaba en conflicto con varios colectivos médicos profesionales como el Colegio de Médicos de Andalucía por la aplicación del artículo 19.2.II de la Ley Orgánica 2/2010 sobre la necesidad de que los médicos interviniesen en los procedimientos de la IVE. En respuesta a este conflicto, el Colegio de Médicos de Andalucía cambió su código ético.
Frente a la ley de 2010, algunos colegios médicos profesionales que creían que la competencia de crear una lista de objetores de conciencia era competencia exclusiva de ellos y no de un organismo sanitario comunitario, crearon grupos en Málaga, Madrid, Jaén, Islas Baleares. Si bien estos grupos pudieron haberlo hecho, hasta 2011 no habían presentado ninguna competencia de protección de datos ante la Agencia Española de Protección de Datos.
El artículo 23 de la Ley 14/1986, de 25 de abril, otorgó a las comunidades la facultad de crear registros y analizar información específica de las intervenciones en las que el organismo sanitario regional pudiera participar. Fue en esta ley en la que se basó la Junta de Andalucía para emitir el Decreto 330/2010, de 13 de julio, que crea y reglamenta un registro de nacimientos en la región.

#### Estadísticas
En Andalucía se realizaron 15.683 abortos en 2005. En 2005, la razón citada para más del 95% de los abortos realizados en la región fue la salud materna. En 2005, el 47% de las mujeres que se sometieron a un aborto tuvieron a su pareja con ellas durante el procedimiento, frente all 49% que no la tuvo. En 2006, 1.338 niñas menores de edad residentes en la comunidad abortaron, cifra que  representaba el 7,20% de todos los abortos realizados por mujeres que vivían en la región ese año. En 2007, el 97% de los abortos practicados en Andalucía se produjeron con riesgo para la salud física o mental de la mujer embarazada.
En 2009, Cataluña, Madrid, Murcia, Madrid, Islas Baleares y Andalucía tuvieron una tasa de aborto superior a la media nacional. En 2009, Andalucía tuvo una de las tasas más altas de abortos por cada 1.000 mujeres de entre 15 y 44 años. Esta tasa ascendía a 11,31 abortos por cada 1.000 mujeres, lo que suponía una disminución con respecto a 2008. La tasa de abortos en la comunidad  por cada 1.000 mujeres de 15 a 44 años experimentó un ligero aumento de alrededor de menos de 0,09 abortos de 2008 a 2009.
En 2010 se realizaron 113.031 abortos en España. En 2014, con 94.706 abortos, esta cifra había caído en un dieciséis por ciento. En este periodo comprendido entre 2010 y 2014, Andalucía, Asturias, Islas Baleares, Islas Canarias, Cataluña, Madrid y Murcia se situaron por encima de los once abortos por cada 1.000 mujeres residentes.
| Año  | Andalucía | Ref     |
| ---- | --------- | ------- |
| 2010 | 99.95     | [ 100 ] |
| 2011 | 99.93     | [ 100 ] |
| 2012 | 99.91     | [ 100 ] |
| 2013 | 99.9      | [ 100 ] |
| 2014 | 99.93     | [ 100 ] |
| 2015 | 99.89     | [ 100 ] |
| 2016 | 99.91     | [ 100 ] |
| 2017 | 99.94     | [ 100 ] |
| 2018 | 99.92     | [ 100 ] |

| Año  | # de negaciones | # de aprobaciones | Ref     |
| ---- | --------------- | ----------------- | ------- |
| 2010 | 15              | 6                 | [ 101 ] |
| 2011 | 39              | 15                | [ 101 ] |
| 2012 | 49              | 19                | [ 101 ] |
| 2013 | 38              | 12                | [ 101 ] |
| 2014 | 24              | 13                | [ 101 ] |
| 2015 | 40              | 12                | [ 101 ] |
| 2016 | 49              | 11                | [ 101 ] |
| 2017 | 37              | 10                | [ 101 ] |
| 2018 | 32              | 6                 | [ 101 ] |
| 2019 | 32              | 15                | [ 101 ] |
| 2020 | 32              | 3                 | [ 101 ] |
| 2021 | 41              | 10                | [ 101 ] |
| 2022 | 19              | 5                 | [ 101 ] |

### Mariano Rajoy (2011-2018)
Durante el gobierno de Mariano Rajoy, casi toda la información sobre anticonceptivos de última generación disponibles en el sistema sanitario público fue retirada de los puntos de información de la sanidad pública autonómica, y se dejaron de financiar políticas específicamente dirigidas a proteger la libertad y la salud sexual, poniendo en riesgo a colectivos vulnerables o con problemas de salud reproductiva como adolescentes y mujeres inmigrantes. Las dos principales excepciones en  la aplicación de estas políticas fueron las comunidades de Andalucía y las Islas Canarias.
La mayoría de los abortos en Andalucía se realizaban en clínicas privadas certificadas antes de 2010. Los cambios en la ley de 2010 que resultaron de menor ambigüedad y potencial de enjuiciamiento del personal médico que realizaba IVE no cambiaron significativamente esta práctica, y la mayoría de las mujeres continuaron siendo derivadas por la sanidad pública a clínicas privadas. A mediados de la década de 2010, los médicos de la sanidad pública que se sabía que estaban dispuestos a realizar abortos eran a menudo estigmatizados. Como resultado, fue más fácil para muchos expresar su falta de voluntad para realizar estos procedimientos incluso cuando no tenían razones morales, religiosas o éticas que se lo impidieran. En 2016, solo dos hospitales públicos realizaron abortos después de las 14 semanas, a pesar de que el procedimiento solo podía realizarse debido a anomalías fetales o riesgo para la salud de la madre. La mayoría de los ginecólogos se negaron porque querían que las IVE siguieran realizándose en clínicas privadas y no en hospitales públicos. Algunos ginecólogos de la sanidad pública tenían miedo de realizar estos procedimientos después de las 14 semanas porque no querían correr el riesgo de ser denunciados ante un Comité de Ética. En 2014 solo había un centro de salud público autorizado para realizar abortos en la región. La carrera de Medicina de la Universidad de Granada en 2016 impartía el curso “El feto como paciente”. Este curso enseñaba a los estudiantes que una mujer que solicita un aborto no era una paciente, sino que era el feto el que debía ser considerado como paciente.
En 2014 había dieciséis clínicas privadas autorizadas para realizar abortos. En 2014, el 99,83% de las IVE en la región se realizaron en clínicas de privadas. En 2014, solo los casos más graves que requirieron un aborto fueron tratados en centros de salud públicos de Andalucía. Todos los demás abortos se realizaron en clínicas privadas, como se especifica en las normas sanitarias regionales. La dilatación y aspiración fue el método de IVE más utilizado en Andalucía en 2014. Tras el debate en el Congreso de Diputados en 2014 que desembocó en que las menores de 16 años necesitarían el permiso de sus padres antes de someterse a un procedimiento de IVE, se realizaron muy pocos abortos en este grupo de edad en 2016.En 2018, había tres clínicas privadas contratadas por la Junta de Andalucía para realizar abortos hasta la semana veintidós. Dos estaban en Sevilla, una en Málaga y otra en Cádiz. A la clínica de Málaga acudían normalmente mujeres de Almería, Granada y Jaén que necesitaban un aborto quirúrgico entre las semanas diez y veintidós.
Durante la década de 2010, los activistas contra el derecho al aborto se presentaron frente a la Clínica Ginecenter en Málaga, con pequeños grupos de tres o cuatro personas portando carteles que comparaban el aborto con el Holocausto, dos o tres veces por semana. También repartían folletos que incluían fotografías de fetos en el tercer trimestre. A menudo eran muy agresivos, acosaban a las mujeres y manchaban la puerta de color rojo. Las mujeres rara vez presentaban denuncias por acoso. En un caso, una lo hizo ante la amenaza de los activistas que bloquearon la puerta al tiempo que le gritaban que "iba a matar" a su hijo. Cuando la policía visitaba la clínica, en general, estaban menos interesada en los activistas que en las mujeres que iban a abortar. Esto creaba una situación de coerción y acoso para las mujeres que acudían a la clínica. En 2014 la Clínica Ginecenter comenzó a presentar denuncias contra concentraciones contra el derecho al aborto por acosar a las mujeres que visitaban su clínica.
En otoño de 2016, la asociación católica 40 Días por la vida organizó su primera protesta contra el aborto frente a un centro de salud reproductiva en El Puerto de Santa María, en Cádiz. Este hecho ocurrió unos 12 años después de que se fundara esta organización en Texas, en 2004.
El 27 de marzo de 2013, la Sala de lo Contencioso-Administrativo de la Corte Suprema de Justicia de Andalucía (ASJC) dictó norma, en respuesta a un caso interpuesto por un médico malagueño, que manifestaba que los médicos de familia no pueden negarse a asesorar a las mujeres sobre su aborto o negarse a derivarlas a especialistas que podrían realizar un procedimiento de IVE. En el fallo señalaban que: "...para el caso de que una mujer decida interrumpir voluntariamente su embarazo, no se exime al médico del deber de informarle sobre las prestaciones sociales a las que tendría derecho, caso de proseguir el embarazo, y sobre los riesgos somáticos y psíquicos que razonablemente se puedan derivar de su decisión. (...) Por tanto, el médico, que legítimamente opte por la objeción de conciencia, a la que tiene derecho según su norma reguladora, no queda eximido de informar a la mujer sobre los derechos que el Estado le otorga en esta materia." El tribunal manifestó que el derecho a la objeción de conciencia relacionada con el embarazo no es un derecho absoluto que esté incluido en el artículo 16.1 de la Constitución española. Este derecho era simplemente un derecho ordinario que se aplicaba únicamente en una serie de casos específicos y el acceso a la atención médica no era uno de esos casos específicos.
El Tribunal Constitucional presentó un recurso de protección en relación con el propietario de una farmacia en Sevilla en julio de 2015. Éste había afirmado que era objetor de conciencia y se negaba a proporcionar a las mujeres acceso a anticonceptivos de emergencia por motivos ideológicos y religiosos. Si bien los anticonceptivos de emergencia no son píldoras abortivas, el Tribunal Constitucional aceptó su alegato.
En 2013, el 24% de las mujeres que abortaron en Andalucía no eran ciudadanas españolas. Las mujeres extranjeras que abortaron en la región ese año coincidían en gran medida con las características sociodemográficas de las ciudadanas españolas que habían realizado una IVE. Las mujeres inmigrantes en Andalucía a principios de la década de 2010 aportaron las experiencias de sus países de origen sobre cómo se relacionaban con la salud sexual y reproductiva en sus nuevos hogares. La mayoría sabía que el aborto era legal en España. Sus experiencias personales antes de mudarse a Andalucía, incluidas experiencias de primera mano con el aborto, influyeron en sus puntos de vista sobre este asunto. Algunas querían que el aborto fuera ilegal en todas las circunstancias, pero la mayoría optaba  por el aborto legal solo en circunstancias específicas, incluidas anomalías fetales o riesgo para la vida de la madre. Esto último se debía a que algunas de ellas procedían de países donde el aborto era ilegal y conocían a mujeres que habían muerto a causa de abortos clandestinos.
Para las mujeres gitanas a mediados de la década de 2010 en la región, la capacidad de acceder a procedimientos de IVE tendía a ser más difícil que para otros grupos de mujeres españolas. Esto se debía en parte a que las mujeres romaníes tendían a pertenecer a grupos más desfavorecidos económicamente, y  a enfrentarse a una mayor discriminación social.
En 2018, el gobierno andaluz liderado por el PSOE aprobó una reforma de la Ley de Igualdad. Podemos e Izquierda Unida se opusieron a los cambios ya no aceptaban cómo estaba operando el gobierno liderado por el PSOE en la región y porque las mujeres de Jaén, Córdoba y Huelva se veían obligadas a viajar a otras provincias para obtener un trámite de IVE, puesto que no había hospitales públicos o clínicas privadas en su zona.

#### Las reformas propuestas por Ruiz-Gallardón en 2014 y la respuesta andaluza
En diciembre de 2013, el Consejo de Ministros del Partido Popular de España aprobó un proyecto de ley con el nombre de Ley Orgánica de Protección de los Derechos del Concebido y la Mujer Embarazada. Esto suponía un retroceso en los derechos adquiridos por las mujeres en España respecto al aborto y una marcha atrás en las reformas de la ley de 2010. El esfuerzo por cambiar la ley fue impulsado en gran medida por el ministro de Justicia, Alberto Ruiz-Gallardón. El proyecto de ley permitía el aborto en determinadas circunstancias específicas, como si una mujer había sido violada hasta la semana dieciséis de embarazo, o si había "menoscabo importante y duradero" para la salud física o mental de la mujer o del feto hasta semana veintidós del embarazo con al menos tres profesionales médicos que eran de centros de salud diferentes al que la mujer había visitado inicialmente. Aun así, en el proyecto de ley se señalaba que si las mujeres recibían un diagnóstico de este tipo sobre su salud de su médico y de otros dos de los centros de salud que debía visitar para la evaluación, debería recibir además información verbal sobre las alternativas al aborto y esperar siete días antes de que se pudiera completar el procedimiento. En aquel momento, el tiempo de espera era de tres días. El proyecto de ley también estipulaba que las menores debían obtener el consentimiento de sus padres o tutores legales antes de someterse a un aborto. Asimismo, permitía el procesamiento penal de mujeres que tuvieran abortos que no cumplieran con estos requisitos, y señalaba que los médicos que realizaran abortos fuera de los nuevos requisitos legales podrían recibir penas de prisión de uno a ocho años. Además de prohibir a cualquier centro médico anunciar que ofrecía procedimientos de IVE. La Junta de Andalucía exigió la retirada inmediata de la propuesta, al tiempo que denunció al Gobierno de Rajoy por no haber presentado primero el asunto a la Conferencia Sectorial de Igualdad.
Las feministas de la comunidad andaluza se movilizaron en 2013 y 2014 en respuesta a los cambios propuestos en la ley del aborto por Alberto Ruiz-Gallardón, siendo en algunos casos las movilizaciones más grandes desde mediados de la década de 1980.El 20 de diciembre de 2013 se celebró una protesta en apoyo al derecho al aborto en Málaga en la Plaza de la Constitución. Una segunda protesta se celebró en Sevilla en la Plaza Nueva, otra se celebró el mismo día en Granada.
Después de que la artista visual y activista por los derechos de las mujeres Yolanda Domínguez hiciera una llamada a la acción tras la propuesta de ley del ministro Alberto Ruíz-Gallardón. En de febrero de 2014,  grupos de mujeres de las ciudades de Bilbao, Madrid, Zaragoza, Coruña, Barcelona y Sevilla acudieron simultáneamente a las Oficinas del Registro de la Propiedad locales para registrar el libre uso y posesión de su propio cuerpo; su objetivo era dejar constancia del hecho de que sus cuerpos femeninos les pertenecían y que nadie más debería tomar decisiones al respecto por ellas.
Las feministas católicas que apoyaron el derecho al aborto y se opusieron a la "Ley del Aborto de Fachardón" organizaron protestas durante la Semana Santa de 2014. Una de las acciones emprendidas tuvo lugar en Sevilla con un grupo llamado "Procesión del Coño Insumiso". El obispo de Almería Adolfo González Montres intervino en el debate nacional sobre el aborto en 2014, y declaró que el aborto no debería ser un derecho a menos que se basara en una razón natural. También destacó que España necesitaba cuidar de sus jóvenes y del medio ambiente, y estas cosas eran importantes para el sustento de la vida humana.
La ruta del tren de la libertad en apoyo al derecho al aborto hizo un recorrido desde Asturias hasta Madrid, durante el cual se unieron a ella  personas de diferentes regiones de España, incluida Andalucía. Alberto Ruiz-Gallardón finalmente se vio obligado a dimitir de su cargo en septiembre de 2014 tras fracasar en su propuesta de ley del aborto, lo que creó divisiones internas dentro de su propio partido y dio fuerza al PSOE.

#### Estadísticas
Entre 2010 y 2014, el 6,92% de los abortos en Andalucía se realizaron con riesgo para la salud o la vida de las mujeres embarazadas. El 89,51% de los abortos en Andalucía se realizaron a petición de la mujer.
En 2011 se produjeron 23.282 abortos en la comunidad andaluza, 111 realizados  a niñas de entre 10 y 14 años. En 2012 se realizaron 22.930 abortos, todos ellos se realizaron a petición la mujer embarazada; 124 casos de estos abortos fueron realizados a niñas de entre 10 y 14 años; y 14.038 de ellos se hicieron a mujeres por primera vez.
En 2014 se realizaron 18.032 abortos en la comunidad, lo que supuso 329 abortos más que en 2005, a pesar de las importantes reformas de la ley en 2010 que liberalizaron el acceso al aborto en toda España. El número de abortos que se realizaron en Andalucía en 2014 por provincia fue desigual. Un 10,08% correspondían a mujeres residentes en Almería; el 12,91%  a Cádiz; el 7,15%  a Córdoba; el 9,55% a Granada; el 8,39% a Huelva; el 4,61% a Jaén; el 21,66% a Málaga, y un 25,67% eran residentes en Málaga.De los 18.032 abortos practicados  en Andalucía en 2014, el 74,89%  se hizo a  mujeres nacidas en España; el porcentaje realizado a mujeres inmigrantes fue  del 14,59%.
En 2015, el número promedio de abortos en la región por cada 1.000 mujeres residentes de entre 15 y 44 años fue de 9,65. De 2005 a 2014, el número de abortos por cada 1.000 mujeres residentes en la región se mantuvo relativamente sin cambios para las mujeres de entre 25 y 29 años. Las cifras relativas a mujeres menores de 25 años disminuyeron, mientras que las de mujeres de 30 a 44 años aumentaron. Hubo pocos cambios en los comportamientos de las mujeres en torno a abortar en Andalucía: el 47% de las mujeres abortó con su pareja en 2005 y el 48% en 2014.
| Año            | 2022  | 2021  | 2020  | 2019  | 2018  | 2017  | 2016  | 2015  | 2014  | Ref             |
| -------------- | ----- | ----- | ----- | ----- | ----- | ----- | ----- | ----- | ----- | --------------- |
| Andalucía      | 12,05 | 11,18 | 10,85 | 11,98 | 11,29 | 10,38 | 10,38 | 10,59 | 10,62 | [ 125 ] [ 126 ] |
| Total (España) | 11,68 | 10,70 | 10,33 | 11,53 | 11,12 | 10,51 | 10,36 | 10,40 | 10,46 | [ 125 ]         |

| Region / Age    | 16 años | 17 años | 18 años | 19 años | ref     |
| --------------- | ------- | ------- | ------- | ------- | ------- |
| Andalucía       | 213     | 400     | 579     | 617     | [ 127 ] |
| Castilla y León | 27      | 54      | 83      | 81      | [ 127 ] |
| Cataluña        | 223     | 319     | 488     | 616     | [ 127 ] |
| Valencia        | 143     | 161     | 258     | 299     | [ 127 ] |
| Madrid          | 188     | 288     | 442     | 502     | [ 127 ] |
| Navarra         | 13      | 25      | 28      | 47      | [ 127 ] |
| País Vasco      | 49      | 66      | 103     | 118     | [ 127 ] |

| Región                  | Total | País Vasco | Castille y León | Andalucía | Valencia | Madrid | Cataluña | Navarra | ref     |
| ----------------------- | ----- | ---------- | --------------- | --------- | -------- | ------ | -------- | ------- | ------- |
| Total IVE               | 94796 | 3390       | 2615            | 18032     | 9273     | 16537  | 18181    | 901     | [ 103 ] |
| Dilatación y evacuación | 11073 | 86         | 2274            | 115       | 1102     | 3721   | 610      | 25      | [ 103 ] |
| Dilatación y aspiración | 68074 | 1615       | 518             | 16305     | 5701     | 12185  | 10184    | 533     | [ 103 ] |
| Midepristona            | 15768 | 1665       | 131             | 1102      | 1869     | 173    | 7045     | 314     | [ 103 ] |
| Prostaglandinas         | 13484 | 1375       | 31              | 866       | 957      | 321    | 7146     | 330     | [ 103 ] |
| Otro método/desconocido | 1412  | 43         | 11              | 476       | 207      | 150    | 218      | 7       | [ 103 ] |

| Región                    | País Vasco | Castilla y León | Andalucía | Comunidad Valenciana | Madrid | Cataluña | Navarra | ref     |
| ------------------------- | ---------- | --------------- | --------- | -------------------- | ------ | -------- | ------- | ------- |
| Abortos totales           | 3390       | 2615            | 18032     | 8273                 | 16537  | 18181    | 901     | [ 124 ] |
| Europa                    | 2185       | 2236            | 15402     | 6630                 | 9411   | 11790    | 557     | [ 124 ] |
| España                    | 2000       | 1949            | 13504     | 5633                 | 7570   | 10538    | 467     | [ 124 ] |
| Resto de la Unión Europea | 162        | 281             | 1695      | 829                  | 1670   | 975      | 75      | [ 124 ] |
| El resto de Europa        | 23         | 6               | 203       | 168                  | 171    | 277      | 15      | [ 124 ] |
| África                    | 283        | 62              | 1047      | 327                  | 684    | 1305     | 45      | [ 124 ] |
| África del Norte          | 118        | 50              | 829       | 253                  | 367    | 970      | 24      | [ 124 ] |
| África Subsahariana       | 165        | 12              | 218       | 74                   | 317    | 335      | 21      | [ 124 ] |
| Resto de África           | 0          | 0               | 0         | 0                    | 0      | 0        | 0       | [ 124 ] |
| América                   | 844        | 292             | 1331      | 1100                 | 5681   | 4224     | 280     | [ 124 ] |
| América del norte         | 7          | 3               | 13        | 6                    | 54     | 63       | 2       | [ 124 ] |
| Centroamérica y el Caribe | 185        | 84              | 177       | 106                  | 1100   | 980      | 59      | [ 124 ] |
| Sudamérica                | 652        | 205             | 1140      | 988                  | 4527   | 3181     | 219     | [ 124 ] |
| Resto de América          | 0          | 0               | 1         | 0                    | 0      | 0        | 0       | [ 124 ] |
| Asia                      | 75         | 25              | 251       | 215                  | 761    | 843      | 19      | [ 124 ] |
| Oceania                   | 0          | 0               | 1         | 1                    | 0      | 4        | 0       | [ 124 ] |
| Desconocida               | 3          | 0               | 0         | 0                    | 0      | 15       | 0       | [ 124 ] |

### Pedro Sánchez (2018- )
En 2018,  el Partido Popular llega por primera vez  al poder tras las elecciones autonómicas de Andalucía y Juan Manuel Moreno asume la presidencia de la Junta el 18 de enero de 2019. En  las siguientes elecciones de mayo de 2023, el Partido Popular vuelve a ganar las elecciones y gobierna con mayoría absoluta. Desde que tomó el control del gobierno regional en 2019 hasta mediados de 2022, la Junta de Andalucía  y  gobiernos municipales donaron cerca de 1,5 millones de euros cada año a organizaciones que se oponían activamente al derecho al aborto y trabajaban para eliminarlo en España. De ellos, un millón de euros procedía del gobierno regional y 500.000 euros de los gobiernos municipales. El mayor destinatario fue la Fundación Red Madre.
En respuesta a estas donaciones  que el Gobierno regional destina a organizaciones antiabortistas, La diputada del PSOE Sole Pérez afirmó en 2022, que "Las feministas de este país hemos conseguido que sea delito obstaculizar el ejercicio del derecho a la interrupción voluntaria del embarazo [se aprobó en el Congreso en abril]. Ya no saldrá gratis el acoso a las mujeres con actos que menoscaben nuestra libertad. Si Moreno Bonilla continúa subvencionando a asociaciones antiaborto que utilizan estas prácticas será cómplice de este delito. El dinero público, que es de todos y todas, no puede estar al servicio de organizaciones que incumplen las leyes, ni de gobiernos que las amparan o protegen, así que le exigimos a Moreno Bonilla que elimine esta convocatoria y deje de desplegar medidas contra las mujeres y nuestros derechos, si no lo hace así quedará fuera de la ley, debe comprometerse ahora, durante la campaña electoral, o las mujeres votarán en consecuencia".
En el momento de recibir los subsidios, personas afiliadas a la Fundación Red Madre acosaban a las mujeres frente a las clínicas de IVE de la región. La Fundación Red Madre es una organización creada por el Foro Español de la Familia (FEF) diseñada para disuadir a las mujeres de tener una IVE. Fue creada en 2007 y organizada como una fundación. En 2021 intentaban afianzarse en Andalucía.
En 2020, según el Servicio Andaluz de Salud, se contabilizaron las provincias que ofrecían interrupciones voluntarias del embarazo en función del número de solicitudes de este servicio en la sanidad pública. En 2021, se informó que las mujeres de la provincia de Jaén habían abortado, pero el recuento oficial de abortos es cero, ya que las mujeres se vieron obligadas a viajar a otra provincia para obtener una interrupción voluntaria de su embarazo. En el período comprendido entre 2019 y 2022, el Servicio Andaluz de Salud afirmó que no derivaban a mujeres de la salud pública a otras regiones para realizarse un trámite de IVE. En 2021 se realizaron más interrupciones voluntarias de embarazos en clínicas privadas de la región que en públicas. Esto reflejó tendencias nacionales más amplias. Apenas se realizaron abortos en los centros de salud públicos de Andalucía en 2021, en ese año se había creado un recurso en línea dirigido a adolescentes para brindarles información sobre educación sexual.
En 2020, una mujer en Málaga acudió al Hospital de La Axarquía para abortar por una anomalía fetal. Al haber cumplido la semana 14, requería la aprobación de un comité para poder acceder a una IVE. El comité denegó su solicitud, argumentando que se trataba de un defecto leve, a pesar de que los médicos inicialmente dijeron que era leve, luego moderado y luego grave. En la semana 31 volvió a realizar la solicitud a una comisión, esta vez en el Hospital Materno-Infantil de Málaga, donde nuevamente se la denegaron. En plena pandemia, tuvo que viajar a Bélgica para abortar.
La CGT Andalucía, que incluye a Ceuta y Melilla como parte de su territorio, publicó un pliego de demandas en el marco de sus asambleas feministas del Día Internacional de la Mujer del 8 de marzo de 2023. Una de estas demandas era "la exigencia de cumplir con las normas reguladas por la Ley Orgánica 2/2010, de 3 de marzo, de salud sexual y reproductiva e interrupción voluntaria del embarazo". Esto provenía de la situación de las mujeres residentes en Jaén, que sufren una vulneración del derecho a la Interrupción Voluntaria del Embarazo al no tener garantizado el derecho gratuito al aborto dentro de los límites establecidos por la ley.
En 2018 y 2019, manifestantes contra el derecho al aborto se encontraban con frecuencia frente a clínicas en Madrid, Málaga y Córdoba, entregando panfletos con información errónea sobre el proceso para abortar.
En diciembre de 2023, la Consejería de Salud y Consumo de la Junta de Andalucía nombró los miembros de los Comités Clínicos de los hospitales para decidir si una mujer podía abortar según lo especificado en la Ley Orgánica 2/2010. Los hospitales con Comités Clínicos fueron el Hospital Puerta del Mar de Cádiz, el Hospital Virgen de las Nieves de Granada, el Hospital Regional de Málaga y el Hospital Virgen del Rocío de Sevilla.
Durante el pleno ordinario del 31 de enero del Ayuntamiento de Sevilla de febrero de 2024, Vox presentó una propuesta reclamando la creación de los Centros de Atención Integral a la Mujer (CIAM) y "la colaboración de voluntarios de entidades de reconocida trayectoria en el apoyo a la mujer embarazada", para que puedan desarrollarse "un programa de información". La propuesta era la creación de seis centros de este tipo con dinero proveniente del presupuesto del Servicio de la Mujer. Uno de los puntos de la propuesta consistía en que los centros tenían que indicarles a las mujeres embarazadas la importancia que tenía hacerse una ecografía antes de tomar cualquier decisión sobre el futuro de un embarazo. Esta propuesta fue apoyada por el Partido Popular. La segunda parte de la propuesta relativa al voluntariado no se aprobó, por la abstención del Partido Popular y la oposición del PSOE.

#### Impacto en Andalucía de los cambios en las leyes del aborto en España en 2022
En 2021 había varias provincias en España que no contaban con una clínica que realizara abortos, entre ellas Jaén,  y  cuando las mujeres de estas provincias necesitaban o deseaban una interrupción voluntaria del embarazo, tenían que viajar a otra provincia. En 2020, noventa y una mujeres residentes en Extremadura fueron derivadas a clínicas privadas de otras comunidades autónomas, en ciudades como Sevilla, Madrid y Salamanca. La Ley de Salud Sexual y Reproductiva y de Interrupción Voluntaria del Embarazo fue reformada en mayo de 2022 en varios puntos. Uno de ellos señalaba la falta de centros, especialmente públicos, que prestaran servicios para la interrupción voluntaria del embarazo en provincias que no tenían ninguno y exigían que las mujeres de esas provincias viajaran a otros lugares para poder acceder ese servicio.
Del 2 de marzo de 2022 al 10 de abril de 2022, la asociación católica 40 días por la vida organizó actos de asedio en los centros de salud que realizaban interrupciones voluntarias del embarazo en ciudades de toda España, incluidas Córdoba, Málaga, Sevilla y Granada. Lo hicieron a pesar de un cambio en el Código Penal aprobado el 3 de febrero de 2022 que castigaba a las personas que acosaban a las mujeres que acudían a estos centros. El castigo por este tipo de acoso con la nueva ley incluía penas de prisión.
Ante esta situación en Jaén, la portavoz de la Consejería de Salud y Consumo, Catalina García, declaró en marzo de 2023 "Estamos trabajando para cumplir con el acuerdo de esa PNL pero también para cumplir con la Ley Orgánica 1/2023". añadió que en un corto periodo de tiempo cada provincia de Andalucía tendría un hospital público de referencia para que las mujeres tuvieran opciones a la hora de abortar.
El Ministerio de Igualdad envió una carta a la Junta de Andalucía en mayo de 2023 para recordarles que los cambios en la ley del aborto en febrero de 2022 implicaban que todos los hospitales públicos debían contar con médicos que estuvieran dispuestos a realizar un aborto y que las unidades de ginecología de estos hospitales no podían contar únicamente con objetores de conciencia. El Ministerio de Igualdad indicó a la Junta que, de ser necesario, debían contratar médicos que realizaran procedimientos de interrupción voluntaria del embarazo si no hubiera ninguno en plantilla. La ley garantizaba a las mujeres el acceso a servicios para abortar hasta la semana catorce en un centro de salud público cercano a su hogar.
El Hospital Universitario de Jaén añadió servicios para abortar a los procedimientos que brindaba en enero de 2024 después de obtener la autorización del gobierno de Andalucía en noviembre de 2023. Los servicios solo se ofrecían por causas médicas entre las semanas 14 y 21, y para embarazos que habían sido aprobado por un Comité Clínico después de la semana 21.

#### Estadísticas
En 2019, la tasa de interrupciones voluntarias del embarazo por cada 1.000 mujeres residentes de 15 a 44 años en la región era del 11,98;  y   del 11,29 el año anterior. La media nacional en España en 2019 fue del 11,53 y 11,12 en 2018  .
En 2022, hubo 12,05 interrupciones voluntarias del embarazo por cada 1.000 mujeres en la región. Esto se compara con un promedio nacional de 11,68 por cada 1.000 mujeres. En 2022 se produjeron 2.240 interrupciones voluntarias del embarazo en mujeres menores de 20 años; 16.883 de los 18.743 abortos que se realizaron en Andalucía en 2022 fueron en clínicas privadas.